# Sinfonia per un massacro
Sinfonia per un massacro (Symphonie pour un massacre) è un film del 1963 diretto da Jacques Deray. Il titolo fa riferimento alla colonna sonora di Michel Magne, che ad una storia noir sovrappone una musica sinfonica.

## Trama
Cinque gangster organizzano l'acquisto di una grossa partita di droga. Moreau, uno di loro, mentre viaggia in treno verso Marsiglia per portare a termine l'affare, viene derubato e ucciso da uno degli altri quattro, Christian Jabeke, che ha studiato un audace piano e si è costruito un alibi quasi inattaccabile grazie anche alla sua veloce vettura sportiva, con la quale riesce a fare un viaggio "andata e ritorno" Parigi/Bruxelles a tempo record. Jabeke, scaltro come pochi, oltre a volere tutto il denaro ha anche una storia d'amore con la bella moglie di Valoti. Troppo sicuro di sé, Jabeke si tradisce durante un colloquio con Paoli ed è costretto a ucciderlo, un fatto che farà precipitare gli eventi.

## Critica
Il Morandini commenta: «Un cast tecnico di prima scelta [...]. Ma rimane un thriller di azione violenta con personaggi poco approfonditi e un'ambientazione approssimativa».